# Christophe Prigent
Christophe Prigent es un deportista francés que compitió en piragüismo en la modalidad de eslalon. Ganó dos medallas en el Campeonato Mundial de Piragüismo en Eslalon, plata en 1985 y bronce en 1987.

## Palmarés internacional
| Campeonato Mundial | Campeonato Mundial            | Campeonato Mundial | Campeonato Mundial |
| Año                | Lugar                         | Medalla            | Competición        |
| ------------------ | ----------------------------- | ------------------ | ------------------ |
| 1985               | Augsburgo (RFA)               | Medalla de plata   | K1 por equipos     |
| 1987               | Bourg-Saint-Maurice (Francia) | Medalla de bronce  | K1 por equipos     |